# Cinchona boliviana
Cinchona boliviana är en måreväxtart som beskrevs av Hugh Algernon Weddell. Cinchona boliviana ingår i släktet Cinchona och familjen måreväxter. Inga underarter finns listade i Catalogue of Life.